# Enosuchus
Enosuchus is een geslacht van uitgestorven basale tetrapoden dat behoort tot de Seymouriamorpha. Het leefde in het Laat-Perm (ongeveer 258-255 miljoen jaar geleden) en zijn fossiele overblijfselen zijn gevonden in Rusland.

## Naamgeving
De typesoort Enosuchus breviceps werd voor het eerst beschreven in 1955 door Konzhukova op basis van een gedeeltelijke schedel, holotype PIN 271/99, gevonden langs de linkeroever van de Ulema-rivier (een zijrivier van de Sviaga-rivier) nabij het dorp Isheevo-Nikiforovo (Tatarstan, Europees Rusland). De soortaanduiding betkent 'kortkop'. Andere fossielen werden later toegeschreven aan Enosuchus en werden gevonden in de regio Orenburg. 
De andere soort Enosuchus alveolatus, 'met de tandkassen', werd in 2018 beschreven op basis van fragmentarische fossielen uit Europees Rusland. Het holotype is PIN no. 5388/222.

## Beschrijving
De fossielen van dit dier zijn nogal fragmentarisch en onvolledig, maar uit de vergelijking met andere vrij gelijkaardige en beter bekende dieren (Kotlassia, Karpinskiosaurus) wordt aangenomen dat Enosuchus het uiterlijk zou kunnen hebben dat vaag lijkt op dat van de huidige salamander. Het hoofd was relatief groot, tien centimeter lang, met een korte snuit en de benen moeten kort en nogal zwak zijn geweest. Enosuchus onderscheidde zich van andere seymouriamorfen door de intense osteogenese van de dermale en intracraniale botten, door de goed ontwikkelde oppervlakteversiering, door de afwezigheid van intertemporale botten, door het uitgebreide interorbitale gebied en door het zeer massieve vierkante bot.

## Classificatie
Enosuchus is een vertegenwoordiger van de Seymouriamorpha, een groep tetrapoden met onzekere affiniteiten maar waarschijnlijk behorend tot de reptielen. In het bijzonder lijkt Enosuchus een basale vorm te zijn geweest, misschien vergelijkbaar met Kotlassia en Karpinskiosaurus, ook afkomstig uit Rusland.